# Colletes hiekeseniori
Colletes hiekeseniori är en biart som beskrevs av Kuhlmann 2003. Colletes hiekeseniori ingår i släktet sidenbin, och familjen korttungebin. Inga underarter finns listade i Catalogue of Life.